# Державна премія УРСР імені Тараса Шевченка — лауреати 1980 року
Державна премія УРСР імені Тараса Шевченка — лауреати 1980 року
26 лютого 1980 року відбулося чергове засідання Комітету по Державних преміях УРСР імені Т. Г. Шевченка, на якому таємним годосуванням було присуджено Державні премії УРСР імені Тараса Шевченка. Участь у голосуванні взяли 32 члени Комітету. Голова Комітету — Павло Загребельний. Розмір премії — 2500 карбованців.

## Список лауреатів
| Галузь                                                | Лауреат | Обґрунтування | Голоси (За/Проти) |
| ----------------------------------------------------- | --- | --- | ----------------- |
| Література                                            | Мушкетик Юрій Михайлович | за роман «Позиція». | 32/0              |
| Література                                            | Стельмах Михайло Панасович | за роман «Чотири броди». | 32/0              |
| Теорія та історія літератури, мистецтва і архітектури | Кирилюк Євген Прохорович — відповідальний редактор словника Бородін Василь Степанович — заступник відповідального редактора Члени редколегії: Жур Петро Володимирович Івакін Юрій Олексійович Сарана Федір Кузьмович | за Шевченківський словник у 2-х томах. | 32/0              |
| Образотворче мистецтво                                | Лопухов Олександр Михайлович | за картини «Сильні духом», «Війна», «Місячна соната», «Перемога», «Вихор Жовтня», «Вольниця».                                                                       | 32/0              |
| Музика                                                | Кос-Анатольський Анатолій Йосипович | за збірник «Вокальні твори». | 32/0              |
| Оперно-театральне мистецтво                           | Турчак Степан Васильович — диригент-постановник | за опери «Іван Сусанін» М. Глінки, «Пікова дама» П. Чайковського, «Милана» Г. Майбороди в Державному академічному театрі опери та балету УРСР імені Т. Г. Шевченка. | 32/0              |
| Кінематографія                                        | Автори сценарію: Барсук Володимир Олексійович Путінцев Альберт Григорович Тихонов В'ячеслав Васильович — ведучий Оператори: Бузилевич Олександр Вікторович Кущ Віктор Андрійович                                     | за публіцистичний документальний телевізійний фільм за книгою Л. І. Брежнєва «Відродження» студії «Укртелефільм».                                                   | 32/0              |
| Архітектура                                           | Архітектори, автори проекту: Підлісний Зіновій Васильович Нівіна Людмила Діонісівна Зем'янкін Сергій Миколайович Корнільєв Ярослав Олександрович — інженер-конструктор, автор проекту                                | за житловий квартал «Сріблястий» у місті Львові. | 32/0              |